# Giangiacomo Zavattari
Pour les autres membres de la famille, voir Zavattari.
Giangiacomo Zavattari  est un peintre italien né en Lombardie, qui fut actif au XVe  et début du  XVIe siècle.

## Biographie
Giangiacomo Zavattari est le membre d'une famille d'artistes italiens, des peintres lombards  actifs au XVe  et début du  XVIe siècle. 
Giangiacomo  est le fils de Giovanni Zavattari et le frère de Franceschino II  (documenté à Milan (1479-1481), Vincenzo et  de Guidone. 